# La Paila (Tabasco)
La Paila es una localidad del municipio de Centro ubicado en la subregión centro del estado mexicano de Tabasco.

## Geografía
La localidad de La Paila se sitúa en las coordenadas geográficas 17°50′51″N 92°55′11″O / 17.847500, -92.919722, a una elevación de 30 metros sobre el nivel del mar.

## Demografía
Según el Conteo de Población y Vivienda 2020, efectuado por el Instituto Nacional de Estadística y Geografía, la localidad de La Paila tiene 124 habitantes, de los cuales 61 son del sexo masculino y 63 del sexo femenino. Su tasa de fecundidad es de 1.76 hijos por mujer y tiene 28 viviendas particulares habitadas.
| Gráfica de evolución demográfica de La Paila entre 2000 y 2020 |
|                                                                |
| INEGI.                                                         |